# Сараево-Романия (регион)

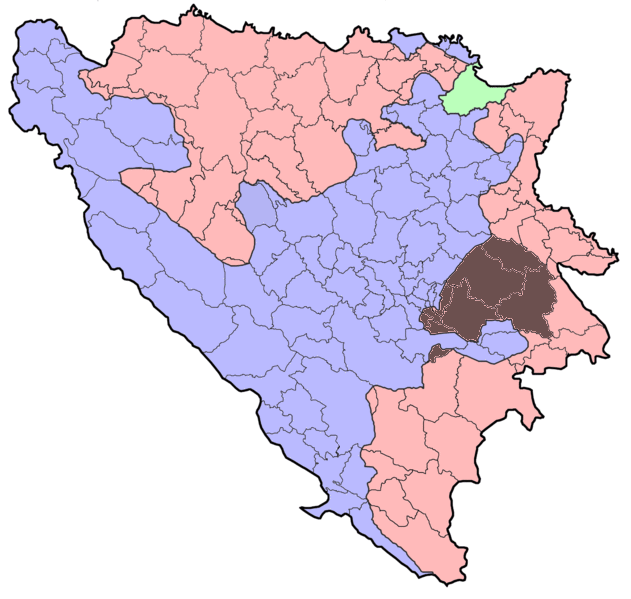
Положение региона на карте Боснии и Герцеговины

Регион Сараево-Романия (также регион Соколац) — один из семи ранее выделявшихся регионов Республики Сербской в Боснии и Герцеговине. Расположен в восточной части страны, составляя основную часть новообразованного региона Источно-Сараево. 
Население в основном состоит из боснийских сербов.
Номинальным центром региона являлся город Соколац. Город Пале в Боснийской войне был военным центром боснийских сербов.
В его состав входит географический регион Романия.

## Общины
1. Хан-Песак
2. Источна-Илиджа
3. Источни-Стари-Град
4. Источно-Ново-Сараево
5. Пале
6. Рогатица
7. Соколац
8. Трново